# Kaltluftabflussmodell KLAM 21
Das Kaltluftabflussmodell KLAM_21 (KLAM_21) ist ein vom Deutschen Wetterdienst (DWD) entwickeltes zweidimensionales, mathematisch-physikalisches Simulationsmodell zur Berechnung von Kaltluftflüssen in orographisch gegliedertem Gelände für Fragen der Standort-, Stadt- und Regionalplanung.

## Kurzbeschreibung des Modells
Das Modell simuliert die Entwicklung von Kaltluftstömen und die Ansammlung von Kaltluft in einem beliebigen rechteckigen Untersuchungsgebiet. Dabei können Hindernisse wie Gebäude, Dämme oder Schallschutzwände modelliert werden, die einen Kaltluftstau verursachen, bis die Kaltluft eine ausreichende Höhe erreicht hat, um das Hindernis zu überwinden. Das Zusammenspiel verschiedener Einflussgrößen bestimmt das Entstehen, Fließen und die Ansammlung der Kaltluft. Im Gegensatz zu vereinfachenden Modellen mit „statischer“ Analyse des Reliefs und der Landnutzung, können mit KLAM_21 Kaltluftbewegungen in ihrer Dynamik und zeitlichen Entwicklung flächendeckend wiedergegeben werden. Als Ergebnis erhält man die flächenhafte Verteilung der Kaltlufthöhe und ihrer mittleren Fließgeschwindigkeit oder der Volumenströme zu beliebigen Zeitpunkten. Der Vergleich von Ist- und Planungszuständen wird mit Differenzenkarten oder zeitlichen Animationen der Kaltlufthöhe, der Fließgeschwindigkeit oder der Volumenströme visualisiert.

## Bewertung durch das LANUV NRW
Das Landesamt für Natur, Umwelt und Verbraucherschutz Nordrhein-Westfalen (LANUV NRW) hat KLAM_21 bei der Erstellung der Klimaatlas-Planungskarten zu den Kaltluftabflüssen zugrunde gelegt. Für die Berechnung der Kaltluftflüsse in ganz Nordrhein-Westfalen umfasste das Modellgebiet über 72000 km². Grundlage der Eingangsdaten waren ein digitales Modell für die Geländehöhe sowie aus Satellitendaten abgeleitete Landnutzungsdaten (Corine-Daten) in einem Raster von 200 m.

## Anwendung in Aachen
Als aktuelles Beispiel für die Anwendung des Kaltluftabflussmodells KLAM_21 ist die Stadt Aachen anzuführen. Soweit ersichtlich werden dort bei der Neuaufstellung eines neuen Flächennutzungsplans (FNP) erstmals in einer deutschen Großstadt Belange des Klimaschutzes entsprechend der Baugesetzbuch-Klimaschutznovelle von 2011 systematisch Berücksichtigung finden. 2013/2014 hat das Geographische Institut der RWTH Aachen, Arbeitsgruppe Klimatologie, Prof. Dr. C. Schneider und Dr. Gunnar Ketzler, zusammen mit dem Fachbereich Umwelt der Stadt Aachen ein Klimafolgen-Anpassungskonzept (KFK) erstellt, das u. a. ein gesamtstädtisches Klimagutachten aus 2000 sowie frühere Untersuchungen etwa zu den lokalen Kaltluft-Strömungsverhältnissen einbezieht.
Ergänzend wurden aktuell neben zahlreichen meteorologischen Messungen auch umfangreiche Modell-Berechnungen unter Zuhilfenahme des Kaltluftmodells KLAM_21 durchgeführt. Dabei wurde eine Konfiguration entwickelt, so dass mit vorhandenen Messdaten übereinstimmende Ergebnisse erzielt wurden; der Modelloutput wurde so aufbereitet, dass die Ergebnisse in Anlehnung an die VDI-Richtlinie 3787, Blatt 1, Umweltmeteorologie – Klima- und Lufthygienekarten für Städte und Regionen, planerisch sinnvoll verarbeitet werden konnten. Mit diesen ergänzenden Untersuchungen der RWTH Aachen konnten die grundlegenden Erkenntnisse zu nächtlicher Kaltluftbildung und deren Wirksamkeit im klimatisch-lufthygienisch besonders belasteten Aachener Talkessel weiter vertieft und eine flächig anwendbare Kartengrundlage entwickelt werden.
In dem zusätzlichen Modelllauf mit dem KLAM_21 wurde für 2030 fiktiv zusätzliche Bebauung im Umfang der aktuellen FNP-Prüfflächen angenommen. Diese prognostische Untersuchung konnte belegen, dass mit einer zukünftigen Bebauung der relevanten Kaltluftentstehungs- und abflussgebiete eine gebietsweise deutlich reduzierte nächtliche Abkühlung einherginge; die kartographische Darstellung der Veränderungen 2030 gegenüber 2010 verdeutlicht, dass eine Abnahme nächtlicher Abkühlung mit Werten bis über 1,0 °C vor allem am südlichen und westlichen Innenstadtrand sowie am Rand des Burtscheider Kernbereichs (Beverau) einträte.